# Radfjorden
60°33′44″N 5°12′51″Ø / 60.56222°N 5.21417°Ø
Radfjorden er en fjord i Vestland fylke i Norge. Fjorden går på østsiden af Holsnøy i Meland kommune og vestsiden af Radøy. Fjorden strækker sig i nordvest-sydøstlig retning og er med sine godt 210 meter dybde et godt vand for rejetrawling. Fjorden er rig på fisk, fra Tjuvholme i syd til populære Bognestraumen i nord. Der bliver også fanget mange krebs og krabber i fjorden af lokale fritidsfiskere.
I Radfjorden er der tre større opdrætsanlæg: Stolane, Sæbøholmane og Gjeltskjerneset. Ved opdrætsanlæggene er der gode fiskeforhold for stor sej, som lokale fiskere bruger som agn i krabbetejnene.
De gamle moler i fjorden er på Holsnøysiden: Revsgard kaj, Gaustad og Furuskjegget kaj. På Radøysiden ligger Sæbøkajen og Vetåskajen. Disse kajer er kommunale og tilgængelige for offentlig brug. Kajerne er i dag præget af forfald, og flere bygder har taget initiativ til at bevare denne del af den rige kystkultur ved genopbygning og restaurering.